# Klaaskreek
Klaaskreek is een dorp en een van de zes ressorten waaruit het Surinaamse district Brokopondo bestaat. Ressort Klaaskreek is sinds 2007 de thuisbasis van een centrum voor biologische landbouw.
In het oosten grenst het ressort Klaaskreek aan het district Para in het zuiden aan de ressorten Brokopondo en Brownsweg, in het westen aan het ressort Kwakoegron en in het noorden aan Maréchalkreek.

## Dorpen
- het dorp Klaaskreek
- voormalig Reinsdorp
- Nieuw-Lombe
- Moejekreek
- Kapasikele

## Bevolking
In 2012 had Klaaskreek volgens cijfers van het Centraal Bureau voor Burgerzaken (CBB) 2134 inwoners, een forse toename vergeleken met 1317 inwoners in 2004. De bevolking bestaat hoofdzakelijk uit Marrons (90%).